# گلی‌کوئیدون
گلی‌کوئیدون (انگلیسی: Gliquidone) یک داروی ضد دیابت در دسته سولفونیل اوره است و به عنوان سولفونیل اوره نسل دوم طبقه بندی می شود. این دارو در درمان دیابت نوع ۲ به کار می‌رود.